# Ancillina
Ancillina is een geslacht van weekdieren uit de klasse van de Gastropoda (slakken).

## Soorten
- Ancillina apicalis (Kay, 1979)
- Ancillina kakano Maxwell, 1978 †
- Ancillina lindae (Petuch, 1987)
- Ancillina sumatrana (Thiele, 1925)
- Ancillina wellmani Maxwell, 1978 †